# 西田龙雄
西田龙雄 （西田 龍雄，1928年11月26日—2012年9月26日） ，日本大阪人，日本语言学家、日本西夏学、藏语研究专家，汉藏语系藏缅语族的研究者、持“日本语归属汉藏语系藏缅语族”观点的日本学者。

## 生平
西田龙雄于1928年出生于日本大阪，1951年毕业于京都大学文学部文学科，随后进入该校大学院学习并开始研究西夏文化。1956年修业期满，任京都大学文学部助教、副教授。1958年起任京都大学文学院助理教授，1962年获得京都大学博士学位，博士论文为《西夏文字的分析与西夏语文法研究》，1972年任京都大学文学部教授，曾任日本语言学会会长。1980年后多次访问中国，出席有关的国际学术讨论会。其研究方向主要为中国古代汉藏民族语文，尤专注于西夏语的研究。在藏学方面他主要研究古代藏语文，1999年12月被日本政府授予国家最高学术荣誉称号。

## 著作
- 《西夏语音再构之方》（1956）
- 《西夏文字的分析与西夏语文法研究》（1962）
- 《西夏语的研究》（上、下册，1964、1966年出版）
- 《西夏文字解读》（1967）
- 《关于西夏文佛经》（1969）
- 《西夏文华严经》（1975-1976）
- 《西夏文学觉书》（1978）
- 《西夏语韵图〈五音切韵〉的研究》（1981-1983）
- 《生动的象形文字》、《西番馆译语研究：西藏语言学序说》、《缅甸馆译语研究》、《多续译语研究》、《藏语动词构造研究》、《关于十六世纪康区天全藏语方言》等